# Hyvin Kiyeng
Hyvin Kiyeng Jepkemoi (13 gennaio 1992) è una siepista keniota, campionessa mondiale a Pechino 2015.
Ha detenuto il record africano dei 3000 m siepi per quasi un anno, dal 28 maggio 2016 al 26 maggio 2017, ed è la sesta atleta di sempre sulla distanza.

## Palmarès
| Anno | Manifestazione      | Sede           | Evento       | Risultato | Prestazione | Note                          |
| ---- | ------------------- | -------------- | ------------ | --------- | ----------- | ----------------------------- |
| 2011 | Giochi panafricani  | Maputo         | 5000 m piani | 4ª        | 15'42"64    |                               |
| 2012 | Campionati africani | Porto-Novo     | 3000 m siepi | Bronzo    | 9'45"95     |                               |
| 2013 | Mondiali            | Mosca          | 3000 m siepi | 6ª        | 9'22"05     | Miglior prestazione personale |
| 2015 | Mondiali            | Pechino        | 3000 m siepi | Oro       | 9'19"11     |                               |
| 2016 | Giochi olimpici     | Rio de Janeiro | 3000 m siepi | Argento   | 9'07"12     |                               |
| 2017 | Mondiali            | Londra         | 3000 m siepi | Bronzo    | 9'04"03     |                               |
| 2019 | Mondiali            | Doha           | 3000 m siepi | 8ª        | 9'13"53     |                               |
| 2021 | Giochi olimpici     | Tokyo          | 3000 m siepi | Bronzo    | 9'05"39     |                               |

## Campionati nazionali
2014
- Bronzo ai campionati kenioti, 3000 m siepi - 9'45"44

## Altre competizioni internazionali
2015
- Argento al Memorial Van Damme ( Bruxelles), 3000 m siepi - 9'10"15
- Argento all'Herculis ( Monaco), 3000 m siepi - 9'12"51
- Oro al Golden Gala ( Roma), 3000 m siepi - 9'15"08

2016
- Argento al Prefontaine Classic ( Eugene), 3000 m siepi - 9'00"01

2018
- Bronzo al Memorial Van Damme ( Bruxelles), 3000 m siepi - 9'01"60
- Bronzo all'Herculis ( Monaco), 3000 m siepi - 9'04"41
- Oro ai Bislett Games ( Oslo), 3000 m siepi - 9'09"63
- Oro al Golden Gala ( Roma), 3000 m siepi - 9'04"96

2019
- Bronzo ai Bislett Games ( Oslo), 3000 m siepi - 9'07"56
- Bronzo al Prefontaine Classic ( Eugene), 3000 m siepi - 9'05"81

2020
- Oro all'ISTAF Berlin ( Berlino), 3000 m siepi - 9'06"14

2021
- Oro all'Herculis ( Monaco), 3000 m siepi - 9'03"82
- Oro al DN Galan ( Stoccolma), 3000 m siepi - 9'04"34
- Bronzo al Prefontaine Classic ( Eugene), 3000 m siepi - 9'00"05

2022
- 21ª all'Agnes Tirop Cross Country Classic ( Eldoret) - 36'28"